# Heinrich Bulthaupt

Heinrich Bulthaupt

Alfred Heinrich Bulthaupt (* 26. Oktober 1849 in Bremen; † 20. August 1905 in Bremen) war ein deutscher Dichter, Schriftsteller, Bibliothekar und Theaterkritiker.

## Biografie

### Ausbildung und Beruf
Bulthaupt war der Sohn des Bremer Lehrers Friedrich Heinrich Bulthaupt, Schulleiter der nach ihm benannten Bulthauptschule in der Neustadt und der Lehrerin Marie Lippmann (1820–1876). Er studierte Rechtswissenschaften an der Julius-Maximilians-Universität Würzburg, der Georg-August-Universität Göttingen, der Humboldt-Universität zu Berlin und der Universität Leipzig und trat bereits während seines Studiums als Dramatiker in Erscheinung. 1868 wurde er Mitglied der Burschenschaft Germania zu Würzburg. Nach seiner Promotion zum Dr. jur. im Jahr 1872 arbeitete er zunächst nicht als Jurist, sondern ging als Hofmeister eines jungen Russen nach Kiew. Von dort aus bereiste er den Nahen Osten, Tunis, Italien und Griechenland.
1875 kehrte Bulthaupt nach Bremen zurück und ließ sich dort vier Jahre als Rechtsanwalt nieder, ohne dass sein praktisches Interesse am Theater nachließ. Zum Jahreswechsel 1878/9 wurde er Leiter der damaligen Stadtbibliothek, der heutigen Staats- und Universitätsbibliothek Bremen, deren Bestände er systematisch erweiterte und für die er mit der Eröffnung 1897 einen repräsentativen Neubau am Breitenweg erreichte.
Er nahm regen Anteil am kulturellen Leben seiner Heimatstadt und wirkte etwa an der Gestaltung von Festen im Konzerthaus Die Glocke mit. 1890 wurde er Präsident des Künstlervereins in Bremen.
Bulthaupts schriftstellerische Tätigkeit verlagerte sich zunehmend auf eine theoretische Auseinandersetzung mit dem Theater. In seinen letzten Lebensjahren war er auch als Direktor des Wiener Burgtheaters im Gespräch und blieb bis zu seinem Tod ein gefragter Vortragsredner und Publizist.
Bulthaupt starb am 20. August 1905 an den Folgen eines Schlaganfalls. Er wurde am 25. August 1905 im Hamburger Krematorium Ohlsdorf eingeäschert; die Urne wurde auf dem Riensberger Friedhof in Bremen beigesetzt.

### Künstlerische Tätigkeit
Bulthaupts erstes Theaterstück war die in Jamben verfasste Tragödie Saul, die er bereits als Gymnasiast zu schreiben begonnen hatte und die 1870 in seiner Heimatstadt uraufgeführt wurde. Ihr folgte Ein corsisches Trauerspiel im Stil eines bürgerlichen Trauerspiels. Unter seinen späteren Tragödien sticht besonders Die Arbeiter (1877) hervor, ein Versuch, soziale Fragen der damaligen Gegenwart zu behandeln. Bulthaupt wagte sich auch an Adaptionen von Dramen der Weltliteratur. Er vollendete Schillers Fragment Die Malteser (1883) und bearbeitete Shakespeares Cymbeline (unter dem Titel Imogen, 1885) und Timon of Athens (Timon von Athen, 1892). Seine größten Erfolge als Dramatiker hatte Bulthaupt jedoch mit zwei kleinen Lustspielen, beides Einakter, die Ende des 19. Jahrhunderts oft auf deutschen Bühnen gespielt wurden. Zum einen war dies Die Copisten (1875), die Geschichte eines jungen Mädchens, das in einer Gemäldegalerie die Werke großer Maler kopiert. Ihr wird von einem älteren Kunstprofessor mangelndes Talent attestiert, weil sie eine Frau sei und besser den Kochlöffel als den Pinsel schwingen solle. Sie bewundert ein Gemälde des Professors und verliebt sich in ihn. Zum anderen schrieb Bulthaupt die Komödie Lebende Bilder (1880), dessen Handlung bereits einen komplexeren Aufbau aufweist. Wieder führt die bildende Kunst zur Liebe: Ein junges Paar stellt stumme Momentaufnahmen nach („lebende Bilder“) und kommt sich durch die körperliche Berührung näher. Bulthaupts Interesse am Musiktheater schlug sich in mehreren Libretti nieder, die von bekannten Zeitgenossen wie Max Bruch oder Georg Schumann vertont wurden. Hervorzuheben sind die Oper in einem Akt Kain, die Einflüsse moderner Psychologie aufweist (Komponist: Eugen d’Albert), und die romantische Oper Das Käthchen von Heilbronn (Komponist: Carl Martin Reinthaler). Auch Bulthaupts formbedachte Lyrik (Durch Frost und Gluten, 1877) fand Beachtung bei seinen Zeitgenossen, während seinen Novellen mangelnde Originalität vorgeworfen wurde.

### Wissenschaftliche Tätigkeit
Große Anerkennung erwarb sich Bulthaupt mit seinen theatertheoretischen Schriften, die heute jedoch über weite Strecken als veraltet gelten. Sein Hauptwerk ist die in Anlehnung an die Hamburgische Dramaturgie und über mehrere Jahre hinweg entstandene Dramaturgie des Schauspiels in vier Bänden. In ihr erweist er sich als ein strikter Gegner des aufkommenden Naturalismus. Im ersten Band analysiert er die Dramen Lessings, Goethes, Schillers und Kleists. Im zweiten Band widmet er sich ausschließlich Shakespeare und behandelt dann im dritten Band das Theaterschaffen von Grillparzer, Hebbel, Otto Ludwig, Karl Gutzkow und Heinrich Laube und skizziert die Entwicklung der deutschen Dramatik bis zur Gegenwart. Der vierte Band schließlich ist den Dramen von Henrik Ibsen, Ernst von Wildenbruch, Hermann Sudermann und Gerhart Hauptmann gewidmet. Das Deutsche Theater-Lexikon von 1889 vermerkt zu Bulthaupts eben erschienener Dramaturgie der Klassiker (unter diesem Titel wurden die ersten beiden Bände der Dramaturgie des Schauspiels zunächst herausgegeben): „ein erquickendes Werk für jeden gebildeten Theaterbesucher, welches nicht bei der Studirlampe auf der trügerischen Basis abstrakter Kunstgesetze, sondern aus lebendiger Berührung mit den weltbedeutenden Brettern entstanden ist.“ Bulthaupt war ferner der erste Nichtmusiker, der eine Dramaturgie der Oper – über Christoph Willibald Gluck, Richard Wagner und dessen Vorläufer – verfasste.

### Privates Leben
Bulthaupt blieb unverheiratet und war nach diversen Berichten homosexuell. Er war u. a. eng befreundet mit dem Germanisten Heinrich Kraeger, dem Komponisten Franz von Holstein, dem Schriftsteller Wilhelm Henzen und dem späteren Düsseldorfer Regierungsrat Hermann von Wätjen.

### Ehrungen
- 1890 Wahl in den Vorstand der Wiener Grillparzer-Gesellschaft
- 1892 wurde er zum Honorarprofessor ernannt
- 1898 wurde er anlässlich seines 50. Geburtstages in den Vorstand der Deutschen Shakespeare-Gesellschaft in Weimar gewählt
- 1905 Büste Bulthaupts von Clara Westhoff-Rilke
- 1905 wurde die Bulthauptstraße in Bremen – Schwachhausen nach ihm benannt

## Werke

### Prosa und Lyrik
- Durch Frost und Gluten. Gedichte. Breslau 1877
- Der junge Mönch. Novellette in Liedern. Norden 1879
- Vier Novellen. Dresden 1888
- Ganymed. Novelle. Breslau 1897

### Dramen
- Saul. Trauerspiel. Leipzig 1871 (UA 1870)
- Ein corsisches Trauerspiel. Bürgerliche Tragödie in 3 Aufzügen. Leipzig 1872 (UA 1870)
- Die Copisten. Lustspiel in einem Aufzug. Leipzig 1875
- Die Arbeiter. Trauerspiel. Bremen 1877
- Lebende Bilder. Lustspiel in einem Aufzug. Leipzig 1880
- Die Malteser. Trauerspiel theilweise aus dem Schillerschen Entwurfe. Frankfurt 1884 (UA 1883)
- Gerold Wendel. Trauerspiel in 5 Akten. Oldenburg 1884
- Eine neue Welt. Oldenburg 1885
- Imogen. Romantisches Trauerspiel in 5 Akten nach William Shakespeare. Oldenburg 1885, Bühnenmusik von Albert Dietrich (op. 38)
- Der verlorene Sohn. Oldenburg 1889
- Timon von Athen. Tragödie in 5 Akten mit freier Benutzung der Shakespeare zugeschriebenen Dichtung. Berlin 1892
- Viktoria. Schauspiel in einem Aufzug. Leipzig 1897

### Libretti
- Achilleus. Dichtung nach Motiven der Ilias für Solostimmen, Chor und Orchester. Vertont von Max Bruch (op. 50)
- Amor und Psyche. Dichtung für Solostimmen, Chor und Orchester. Vertont von Georg Schumann (op. 3)
- Christus. Geistliche Oper in sieben Vorgängen nebst einem Prolog und einem Epilog. Vertont von Anton Rubinstein (op. 117)
- Das Feuerkreuz. Dramatische Kantate für Solostimmen, Chor und Orchester. Vertont von Max Bruch (op. 52)
- Kain. Oper in einem Akt. Vertont von Eugen d’Albert
- Das Käthchen von Heilbronn. Romantische Oper in 4 Akten. Vertont von Carl Martin Reinthaler
- Das Sonntagskind. Märchen-Oper in drei Aufzügen. Vertont von Albert Dietrich (o. op.), Uraufführung Bremen 1886

### Vertonte Gedichte (Auswahl)
- Albert Dietrich: Sechs Lieder für Bariton; aus: Der junge Mönch, op. 39, Leipzig 1884
- Albert Dietrich: Vier Lieder für Mezzosopran oder Bariton und Klavier op. 36, Leipzig 1886
- Pauline von Erdmannsdörfer-Fichtner: Herbstnacht; aus: Zwei Lieder für eine Singstimme mit Pianoforte, Bremen 1900
- Franz von Holstein: Geständnis; aus: Vier Lieder für eine Singstimme mit Pianoforte, op. 44, Leipzig 1880
- Adolf Wallnöfer: Herbstnacht; aus: Vier Gesänge für eine höhere Singstimme mit Klavier, op. 36, Leipzig 1884

### Theatertheoretische Arbeiten
- Dramaturgische Skizzen. Bremen 1878. (Digitalisat)
- Streifzüge auf dramaturgischem und kritischem Gebiet. Bremen 1879
- Das Münchener Gesammt-Gastspiel. Bremen 1880
- Dramaturgie der Klassiker. Oldenburg 1881 (2 Bde., später Teil der Dramaturgie des Schauspiels)
- Dramaturgie der Oper. Leipzig 1887 (2 Bde.)
- Dumas, Sardou und die jetzige Franzosenherrschaft auf der deutschen Bühne. Berlin 1888
- Dramaturgie des Schauspiels. Leipzig 1890. (Digitalisat Band 1), (Band 3), (Band 4) (3 Bde., spätere erw. Auflagen 4 Bde.)
- Richard Wagner als Klassiker. Leipzig 1897
- Carl Loewe. Deutschlands Balladencomponist. Berlin 1898
- Czaar und Zimmermann. Komische Oper in 3 Akten von Albert Lortzing. Leipzig 1900 (Opernführer)
- Undine. Romantische Oper in 4 Akten von Albert Lortzing. Leipzig 1901 (Opernführer)